# Rachel Dratch
Pour les articles homonymes, voir Dratch.
Rachel Susan Dratch, née le 22 février 1966 à Lexington dans le Massachusetts, est une actrice et humoriste américaine, notamment connue pour avoir fait partie de la distribution de Saturday Night Live entre 1999 à 2006.

## Biographie
Dratch est née à Lexington (Massachusetts) et est diplômée du Dartmouth College en 1988 en théâtre et en psychologie.

### SNL
En 1999, Rachel Dratch se joint à l'équipe de SNL comme interprète secondaire, pour accéder au statut de comédienne du répertoire en 2001. Son personnage récurrent le plus connu est Debbie Downer, une femme à la personnalité stoïque trouvant toujours le moyen d'alourdir l'atmosphère de ses pairs. La première apparition de Debbie Downer fut mémorable car presque tous les comédiens avaient de la difficulté à garder leur sérieux.

### 30 Rock
Dratch quitta SNL après la saison 2005-2006 pour se joindre à Tina Fey qui mettait sur pied la comédie de situation à NBC 30 Rock. Alors qu'au début Dratch devait jouer le personnage de Jenna, la meilleure amie de la protagoniste principale, Jane Krakowski la remplaça alors que la distribution fut retravaillée. Dratch finira par incarner de multiples personnages dans une quinzaine d'épisodes.

## Filmographie
- 2004 : Monk (Saison 2 - Episode 13) : Julie Parlo
- 2019 : Shameless (Saison 10)
- 2024 : The 4:30 Movie de Kevin Smith : la mère de Brian

## Voix françaises
- Marie-Laure Dougnac dans :
  - Mariage à Long Island
  - Un week-end à Napa
  - The Good Fight (série télévisée)
  - Docteur Odyssey (série télévisée)

Et aussi
- Dorothée Jemma dans Un secret pour tous
- Martine Irzenski dans Les Sorciers de Waverly Place (série télévisée)